# クリノプレミアム
クリノプレミアム（欧字名:Kurino Premium、2017年3月23日 - ）は、日本の競走馬。2022年の中山牝馬ステークスの勝ち馬である。
馬名の意味は、冠名＋賞。

## 戦績

### 2歳（2019年）
2019年10月5日の2歳新馬（東京芝1600ｍ）でデビューし、5着に敗れる。2戦目の未勝利戦で半馬身差の2着に入ると、次走もクビ差の2着と惜しい競馬が続いた。その後、4戦目の2歳未勝利を逃げ切って初勝利を挙げる。

### 3歳（2020年）
3歳初戦、2月8日の春菜賞は前目につけたが勝ち馬を交わせず2着。次走はアネモネステークスに進んだが11着と惨敗に終わった。その後は骨折が見つかり長期休養が余儀なくされる。8か月ぶりとなった3歳以上1勝クラスで2着と好走し、次走は5着に入った。

### 4歳（2021年）
4歳になり、初ダートとなった4歳以上1勝クラスを2馬身半差をつけて逃げ切り2勝目を挙げる。昇級後は3戦連続ダートを使われ昇級初戦は4着に入ったがその後は14着、7着に終わる。芝に戻った由比ヶ浜特別で3着に食い込むと、続く松島特別は好位から早めに仕掛けて後続に3馬身差をつけて快勝、3勝目を挙げた。さらに、昇級戦となった長岡ステークスは先手を取るとゴール前は接戦のなか、クビ差逃げ切り連勝でオープン入りを決めた。次走、3か月ぶりのレースとなったキャピタルステークスは11着に敗れる。初重賞挑戦となったターコイズステークスは12着に終わった。

### 5歳（2022年）
5歳になり、京都金杯は最軽量ハンデ52㎏で出走し5着に入る。しかし、京都牝馬ステークスは16着と大敗した。次走、中山牝馬ステークスは15番人気と低評価だったが、中団後方から直線で大外から脚を伸ばし、アブレイズをゴール前で差し切り半馬身差をつけて1着、重賞初制覇を飾った。結果は15番人気、12番人気、1番人気で決まり、3連単173万7720円を付ける大波乱となった。続く福島牝馬ステークスは好位につけて、いったん先頭に立つも、アナザーリリックにクビ差差し切られ2着と惜敗。次走、ヴィクトリアマイルは16着と惨敗に終わった。
秋は京成杯オータムハンデキャップから復帰し、3着に好走。府中牝馬ステークス8着を挟み、エリザベス女王杯では武豊と初めてコンビを組んで挑むも11着と大敗。5歳シーズンを終えた。

### 6歳（2023年）
6歳初戦は前年と異なり中山金杯からミルコ・デムーロとのコンビで始動となったが、7番人気ながら2着と好走する。その後は中山牝馬ステークス5着、福島牝馬ステークス3着とコンスタントに好走したが、ヴィクトリアマイルは16着と殿負けを喫した。その後、秋はキャピタルステークスで復帰し8着、ターコイズステークス12着で6歳シーズンを終える。

### 7歳（2024年）
7歳も現役を続行し、前年同様中山金杯から始動。小倉大賞典、中山牝馬ステークス、休養を挟んで福島記念と4走したが、勝利を挙げることができなかった。
福島記念4着が現役最終戦となり、年が明けて8歳となった2025年1月4日付でJRAの競走馬登録を抹消された。引退後は北海道沙流郡日高町の賀張宝寄山育成牧場で繁殖牝馬として供用される。

## 競走成績
以下の内容は、netkeiba.comおよびJBISサーチに基づく。
| 競走日     | 競馬場 | 競走名           | 格   | 距離（馬場）  | 頭 数 | 枠 番 | 馬 番 | オッズ （人気） | 着順 | タイム （上り3F） | 着差 | 騎手        | 斤量 [kg] | 1着馬（2着馬）         | 馬体重 [kg] |
| ---------- | ------ | ---------------- | ---- | ------------- | ----- | ----- | ----- | --------------- | ---- | ----------------- | ---- | ----------- | --------- | ---------------------- | ----------- |
| 2019.10.05 | 東京   | 2歳新馬          |      | 芝1600m（良） | 18    | 2     | 3     | 037.40（7人）   | 05着 | R1:37.0（35.2）   | -0.5 | 0田中勝春   | 54        | ラッシュアップ         | 460         |
| 0000.10.19 | 東京   | 2歳未勝利        |      | 芝1600m（不） | 12    | 6     | 7     | 011.50（5人）   | 02着 | R1:35.6（35.4）   | -0.1 | 0松岡正海   | 54        | シンハリング           | 456         |
| 0000.11.10 | 東京   | 2歳未勝利        |      | 芝1600m（良） | 14    | 4     | 5     | 004.60（3人）   | 02着 | R1:34.1（34.2）   | -0.0 | 0北村宏司   | 54        | チアチアクラシカ       | 462         |
| 0000.12.01 | 中山   | 2歳未勝利        |      | 芝1600m（良） | 16    | 1     | 2     | 002.30（1人）   | 01着 | R1:34.8（35.7）   | -0.0 | 0松岡正海   | 54        | （プリマジア）         | 462         |
| 2020.02.08 | 東京   | 春菜賞           | 1勝  | 芝1400m（良） | 16    | 3     | 6     | 007.70（4人）   | 02着 | R1:21.8（34.1）   | -0.1 | 0丸山元気   | 54        | ビッククインバイオ     | 454         |
| 0000.03.15 | 中山   | アネモネS        | L    | 芝1600m（稍） | 12    | 7     | 9     | 005.50（4人）   | 11着 | R1:38.6（38.9）   | -3.1 | 0北村宏司   | 54        | インターミッション     | 450         |
| 0000.11.14 | 東京   | 3歳上1勝クラス   |      | 芝1600m（良） | 18    | 3     | 6     | 015.30（6人）   | 02着 | R1:34.0（35.1）   | -0.1 | 0戸崎圭太   | 54        | ショーヒデキラ         | 464         |
| 0000.12.13 | 中山   | 3歳上1勝クラス   |      | 芝1600m（良） | 16    | 4     | 8     | 003.60（2人）   | 05着 | R1:35.5（35.9）   | -0.8 | 0戸崎圭太   | 54        | リーガルバトル         | 470         |
| 2021.02.20 | 東京   | 4歳上1勝クラス   |      | ダ1600m（良） | 16    | 2     | 4     | 005.80（2人）   | 01着 | R1:37.6（37.4）   | -0.4 | 0M.デムーロ | 55        | （ビバヴィットーリオ） | 476         |
| 0000.03.13 | 中山   | 鎌ケ谷特別       | 2勝  | ダ1800m（不） | 16    | 5     | 10    | 006.70（2人）   | 04着 | R1:52.5（39.0）   | -0.7 | 0M.デムーロ | 55        | アメリカンフェイス     | 474         |
| 0000.04.25 | 東京   | 4歳上2勝クラス   |      | ダ1600m（良） | 16    | 3     | 6     | 003.80（1人）   | 14着 | R1:38.6（38.5）   | -2.1 | 0M.デムーロ | 55        | デュアライズ           | 470         |
| 0000.05.22 | 東京   | 4歳上2勝クラス   |      | ダ1600m（稍） | 13    | 1     | 1     | 006.20（3人）   | 07着 | R1:37.7（38.0）   | -1.0 | 0M.デムーロ | 55        | アテナノワール         | 470         |
| 0000.06.05 | 東京   | 由比ヶ浜特別     | 2勝  | 芝1400m（良） | 14    | 4     | 6     | 013.40（7人）   | 03着 | R1:20.8（33.9）   | -0.7 | 0木幡巧也   | 52        | アビッグチア           | 472         |
| 0000.07.03 | 福島   | 松島特別         | 2勝  | 芝1800m（良） | 13    | 6     | 9     | 006.60（3人）   | 01着 | R1:47.4（35.7）   | -0.5 | 0木幡巧也   | 55        | （クールウォーター）   | 478         |
| 0000.08.28 | 新潟   | 長岡S            | 3勝  | 芝1600m（良） | 18    | 6     | 11    | 011.30（5人）   | 01着 | R1:33.9（35.0）   | -0.1 | 0三浦皇成   | 55        | （エアファンディタ）   | 474         |
| 0000.11.27 | 東京   | キャピタルS      | L    | 芝1600m（良） | 17    | 1     | 1     | 021.80（9人）   | 11着 | R1:33.9（35.6）   | -0.9 | 0菅原明良   | 54        | プリンスリターン       | 488         |
| 0000.12.18 | 中山   | ターコイズS      | GIII | 芝1600m（稍） | 16    | 8     | 16    | 028.5（10人）   | 12着 | R1:33.9（36.9）   | -1.1 | 0菅原明良   | 53        | ミスニューヨーク       | 482         |
| 2022.01.05 | 中京   | 京都金杯         | GIII | 芝1600m（良） | 16    | 5     | 9     | 065.1（14人）   | 05着 | R1:33.2（34.8）   | -0.3 | 0江田照男   | 52        | ザダル                 | 480         |
| 0000.02.19 | 阪神   | 京都牝馬S        | GIII | 芝1400m（良） | 18    | 2     | 3     | 019.20（9人）   | 16着 | R1:22.2（35.5）   | -2.5 | 0江田照男   | 54        | ロータスランド         | 480         |
| 0000.03.12 | 中山   | 中山牝馬S        | GIII | 芝1800m（良） | 16    | 8     | 16    | 097.4（15人）   | 01着 | R1:46.8（34.3）   | -0.1 | 0松岡正海   | 53        | （アブレイズ）         | 482         |
| 0000.04.23 | 福島   | 福島牝馬S        | GIII | 芝1800m（良） | 16    | 1     | 2     | 010.40（6人）   | 02着 | R1:47.0（35.7）   | -0.0 | 0松岡正海   | 54        | アナザーリリック       | 486         |
| 0000.05.15 | 東京   | ヴィクトリアM    | GI   | 芝1600m（良） | 18    | 4     | 8     | 072.8（15人）   | 16着 | R1:33.2（34.3）   | -1.0 | 0松岡正海   | 55        | ソダシ                 | 486         |
| 0000.09.11 | 中山   | 京成杯AH         | GIII | 芝1600m（良） | 13    | 8     | 13    | 013.10（7人）   | 03着 | 01:33.7（34.1）   | -0.1 | 0松岡正海   | 54        | ファルコニア           | 484         |
| 0000.10.15 | 東京   | 府中牝馬S        | GII  | 芝1800m（良） | 15    | 3     | 5     | 022.7（10人）   | 08着 | R1:45.1（34.3）   | -0.6 | 0松岡正海   | 54        | イズジョーノキセキ     | 496         |
| 0000.11.13 | 阪神   | エリザベス女王杯 | GI   | 芝2200m（重） | 18    | 1     | 1     | 085.1（17人）   | 11着 | R2:14.5（37.0）   | -1.5 | 0武豊       | 56        | ジェラルディーナ       | 484         |
| 2023.01.05 | 中山   | 中山金杯         | GIII | 芝2000m（良） | 17    | 1     | 2     | 013.70（7人）   | 02着 | R2:00.2（35.4）   | -0.0 | 0M.デムーロ | 55        | ラーグルフ             | 484         |
| 0000.03.11 | 中山   | 中山牝馬S        | GIII | 芝1800m（良） | 14    | 6     | 9     | 005.70（3人）   | 05着 | R1:47.2（35.0）   | -0.7 | 0M.デムーロ | 55.5      | スルーセブンシーズ     | 488         |
| 0000.04.22 | 福島   | 福島牝馬S        | GIII | 芝1800m（良） | 15    | 6     | 11    | 007.00（4人）   | 03着 | R1:47.9（34.7）   | -0.0 | 0柴田善臣   | 55        | ステラリア             | 488         |
| 0000.05.14 | 東京   | ヴィクトリアM    | GI   | 芝1600m（良） | 16    | 5     | 9     | 247.5（16人）   | 16着 | R1:33.5（34.2）   | -1.3 | 0松岡正海   | 56        | ソングライン           | 488         |
| 0000.11.25 | 東京   | キャピタルS      | L    | 芝1600m（良） | 10    | 7     | 7     | 032.10（7人）   | 08着 | R1:34.4（33.7）   | -1.1 | 0松岡正海   | 55        | ドーブネ               | 490         |
| 0000.12.16 | 中山   | ターコイズS      | GIII | 芝1600m（良） | 16    | 8     | 16    | 073.1（15人）   | 12着 | R1:33.6（34.2）   | -0.9 | 0松岡正海   | 55.5      | フィアスプライド       | 486         |
| 2024.01.06 | 中山   | 中山金杯         | GIII | 芝2000m（良） | 17    | 3     | 6     | 036.0（10人）   | 06着 | R1:59.3（34.7）   | -0.4 | 0松岡正海   | 55.5      | リカンカブール         | 488         |
| 0000.02.18 | 小倉   | 小倉大賞典       | GIII | 芝1800m（良） | 15    | 3     | 5     | 015.60（7人）   | 06着 | R1:45.8（35.1）   | -0.7 | 0勝浦正樹   | 55.5      | エピファニー           | 478         |
| 0000.03.09 | 中山   | 中山牝馬S        | GIII | 芝1800m（稍） | 16    | 2     | 3     | 036.2（12人）   | 07着 | R1:49.4（36.0）   | -0.4 | 0松岡正海   | 55.5      | コンクシェル           | 484         |
| 0000.11.10 | 福島   | 福島記念         | GIII | 芝2000m（良） | 16    | 3     | 5     | 028.9（10人）   | 04着 | R2:01.0（37.3）   | -0.3 | 0松岡正海   | 55.5      | アラタ                 | 484         |

## 血統表
| クリノプレミアムの血統                         | クリノプレミアムの血統                                      | クリノプレミアムの血統                                      | （血統表の出典）                                            | （血統表の出典）  |
| 父系                                           | サンデーサイレンス系 （ヘイロー系）                         | サンデーサイレンス系 （ヘイロー系）                         | サンデーサイレンス系 （ヘイロー系）                         | [ § 2 ]           |
| 父 オルフェーヴル 北海道白老町 栗毛 2008       | 父の父ステイゴールド 北海道白老町 黒鹿毛 1994               | *サンデーサイレンス                                         | Halo                                                        | Halo              |
| 父 オルフェーヴル 北海道白老町 栗毛 2008       | 父の父ステイゴールド 北海道白老町 黒鹿毛 1994               | *サンデーサイレンス                                         | Wishing Well                                                |                   |
| 父 オルフェーヴル 北海道白老町 栗毛 2008       | 父の父ステイゴールド 北海道白老町 黒鹿毛 1994               | ゴールデンサッシュ                                          | *ディクタス                                                 | *ディクタス       |
| 父 オルフェーヴル 北海道白老町 栗毛 2008       | 父の父ステイゴールド 北海道白老町 黒鹿毛 1994               | ゴールデンサッシュ                                          | ダイナサッシュ                                              |                   |
| 父 オルフェーヴル 北海道白老町 栗毛 2008       | 父の母オリエンタルアート 北海道白老町 栗毛 1997             | メジロマックイーン                                          | メジロティターン                                            | メジロティターン  |
| 父 オルフェーヴル 北海道白老町 栗毛 2008       | 父の母オリエンタルアート 北海道白老町 栗毛 1997             | メジロマックイーン                                          | メジロオーロラ                                              |                   |
| 父 オルフェーヴル 北海道白老町 栗毛 2008       | 父の母オリエンタルアート 北海道白老町 栗毛 1997             | エレクトロアート                                            | *ノーザンテースト                                           | *ノーザンテースト |
| 父 オルフェーヴル 北海道白老町 栗毛 2008       | 父の母オリエンタルアート 北海道白老町 栗毛 1997             | エレクトロアート                                            | *グランマステイーヴンス                                     |                   |
| 母 ダンシングクイーン 北海道浦河町 青鹿毛 2006 | 母の父Giant's Causeway アメリカ 栗毛 1997                   | Storm Cat                                                   | Storm Bird                                                  | Storm Bird        |
| 母 ダンシングクイーン 北海道浦河町 青鹿毛 2006 | 母の父Giant's Causeway アメリカ 栗毛 1997                   | Storm Cat                                                   | Terlingua                                                   |                   |
| 母 ダンシングクイーン 北海道浦河町 青鹿毛 2006 | 母の父Giant's Causeway アメリカ 栗毛 1997                   | Mariah's Storm                                              | Rahy                                                        | Rahy              |
| 母 ダンシングクイーン 北海道浦河町 青鹿毛 2006 | 母の父Giant's Causeway アメリカ 栗毛 1997                   | Mariah's Storm                                              | *イメンス                                                   |                   |
| 母 ダンシングクイーン 北海道浦河町 青鹿毛 2006 | 母の母*パーフェクトワールド アメリカ 青鹿毛 2000            | Gone West                                                   | Mr. Prospector                                              | Mr. Prospector    |
| 母 ダンシングクイーン 北海道浦河町 青鹿毛 2006 | 母の母*パーフェクトワールド アメリカ 青鹿毛 2000            | Gone West                                                   | Secrettame                                                  |                   |
| 母 ダンシングクイーン 北海道浦河町 青鹿毛 2006 | 母の母*パーフェクトワールド アメリカ 青鹿毛 2000            | Possibly Perfect                                            | Northern Baby                                               | Northern Baby     |
| 母 ダンシングクイーン 北海道浦河町 青鹿毛 2006 | 母の母*パーフェクトワールド アメリカ 青鹿毛 2000            | Possibly Perfect                                            | Avasand                                                     |                   |
| 母系(F-No.)                                    | (FN:3-n)                                                    | (FN:3-n)                                                    | (FN:3-n)                                                    | [ § 3 ]           |
| 5代内の近親交配                                | ノーザンテースト4x5, Northern Dancer 5x5x5, Secretariat 5x5 | ノーザンテースト4x5, Northern Dancer 5x5x5, Secretariat 5x5 | ノーザンテースト4x5, Northern Dancer 5x5x5, Secretariat 5x5 | [ § 4 ]           |
| 出典                                           | 1. 2. 3. 4.                                                 | 1. 2. 3. 4.                                                 | 1. 2. 3. 4.                                                 | 1. 2. 3. 4.       |